# Cristina Paluselli
Cristina Paluselli (ur. 23 października 1973 w Trydencie) – włoska biegaczka narciarska, brązowa medalistka mistrzostw świata.

## Kariera
Jej olimpijskim debiutem były igrzyska w Salt Lake City w 2002 roku, gdzie zajęła 39. miejsce w biegu na 10 km techniką klasyczną i nie ukończyła biegu łączonego na 10 km. Cztery lata później, podczas igrzysk olimpijskich w Turynie ponownie zajęła 39. miejsce w biegu na 10 km. Był to jej jedyny występ na tych igrzyskach oraz ostatni start olimpijski w karierze.
W 1995 roku wystartowała na mistrzostwach świata w Thunder Bay zajmując 34. miejsce w biegu na 15 km stylem klasycznym. Nie startowała na mistrzostwach świata Trondheim oraz na mistrzostwach w Ramsau, wzięła za to udział w mistrzostwach świata w Lahti w 2001 roku. Osiągnęła tam swój największy sukces w karierze wspólnie z Gabriellą Paruzzi, Sabiną Valbusą i Stefanią Belmondo zdobywając brązowy medal w sztafecie 4 × 5 km. Jej najlepszym indywidualnym wynikiem na tych mistrzostwach było 19. miejsce w biegu na 15 km techniką klasyczną. Startowała także na mistrzostwach świata w Val di Fiemme w 2003 roku w swoim najlepszym starcie, w biegu na 15 km zajęła 16. miejsce. Na kolejnych mistrzostwach świata już nie startowała.
Najlepsze wyniki w Pucharu Świata osiągnęła w sezonie 2000/2001, kiedy to zajęła 30. miejsce w klasyfikacji generalnej.
Od sezonu 2003/2004 do sezonu 2005/2006 startowała w zawodach Worldloppet, za każdym razem triumfując w klasyfikacji generalnej. Wygrała łącznie 10 maratonów narciarskich: włoski Marcialonga w 2005 i 2006 roku, czeski Jizerská padesátka w 2004, 2005 i 2006 roku, włoski La Sgambeda w 2005 r., norweski Birkebeinerrennet w 2005 roku oraz niemiecki König-Ludwig-Lauf w 2004 i 2005 oraz szwedzki Bieg Wazów w 2006 roku.

## Osiągnięcia

### Igrzyska olimpijskie
| Miejsce | Dzień     | Rok  | Miejscowość    | Konkurencja             | Czas biegu | Strata  | Zwyciężczyni    |
| ------- | --------- | ---- | -------------- | ----------------------- | ---------- | ------- | --------------- |
| 39.     | 12 lutego | 2002 | Salt Lake City | 10 km stylem klasycznym | 28:05,6    | +2:53,8 | Bente Skari     |
| DNF     | 15 lutego | 2002 | Salt Lake City | 10 km łączony           | 25:09,9    | -       | Beckie Scott    |
| 39.     | 16 lutego | 2006 | Turyn          | 10 km stylem klasycznym | 27:51,4    | +2:54,6 | Kristina Šmigun |

### Mistrzostwa świata
| Miejsce | Dzień     | Rok  | Miejscowość   | Konkurencja             | Czas biegu | Strata  | Zwyciężczyni    |
| ------- | --------- | ---- | ------------- | ----------------------- | ---------- | ------- | --------------- |
| 34.     | 10 marca  | 1995 | Thunder Bay   | 15 km stylem klasycznym | 41:27,5    | +5:33,2 | Larisa Łazutina |
| 19.     | 15 lutego | 2001 | Lahti         | 15 km stylem klasycznym | 43:54,8    | +3:40,4 | Bente Skari     |
| 25.     | 18 lutego | 2001 | Lahti         | 10 km łączony           | 28:06,1    | +1:59,5 | Virpi Kuitunen  |
| 40.     | 20 lutego | 2001 | Lahti         | 10 km stylem klasycznym | 29:13,5    | +3:09,0 | Bente Skari     |
| 3.      | 23 lutego | 2001 | Lahti         | Sztafeta 4 × 5 km       | 53.01,6    | +1:21,7 | Rosja           |
| 16.     | 18 lutego | 2003 | Val di Fiemme | 15 km stylem klasycznym | 1:14:29,8  | +2:22,0 | Bente Skari     |
| 7.      | 24 lutego | 2003 | Val di Fiemme | Sztafeta 4 × 5 km       | 50:54,7    | +1:40,2 | Niemcy          |

### Puchar Świata

#### Miejsca w klasyfikacji generalnej
- sezon 1994/1995: 43.
- sezon 1995/1996: 43.
- sezon 1996/1997: 58.
- sezon 1997/1998: 60.
- sezon 1998/1999: -
- sezon 1999/2000: 59.
- sezon 2000/2001: 30.
- sezon 2001/2002: 58.
- sezon 2002/2003: 59.
- sezon 2003/2004: 62.
- sezon 2005/2006: 126.

#### Miejsca na podium
Paluselli nigdy nie stawała na podium indywidualnych zawodów Pucharu Świata.

### FIS Marathon Cup

#### Miejsca w klasyfikacji generalnej
- sezon 2003/2004: 1.
- sezon 2004/2005: 1.
- sezon 2005/2006: 1.

#### Miejsca na podium
| Nr  | Dzień       | Rok  | Zawody               | Konkurencja             | Czas biegu  | Strata      | Miejsce | Zwyciężczyni              |
| --- | ----------- | ---- | -------------------- | ----------------------- | ----------- | ----------- | ------- | ------------------------- |
| 1.  | 11 stycznia | 2004 | Jizerská padesátka   | 50 km stylem klasycznym | 2:32:51.0 h | -           | 1.      | -                         |
| 2.  | 1 lutego    | 2004 | König-Ludwig-Lauf    | 55 km stylem klasycznym | 2:15:36.0 h | -           | 1.      | -                         |
| 3.  | 21 lutego   | 2004 | American Birkebeiner | 52 km stylem dowolnym   | 2:23:31.0 h | +25.0 s     | 2.      | Lara Peyrot               |
| 4.  | 7 marca     | 2004 | Bieg Wazów           | 90 km stylem klasycznym | 4:20:28.0 h | +1:15 min   | 2.      | Sofia Lind                |
| 5.  | 20 marca    | 2004 | Birkebeinerrennet    | 58 km stylem klasycznym | 3:03:47.0 h | +1:28 min   | 2.      | Annmari Viljanmaa         |
| 6.  | 12 grudnia  | 2004 | La Sgambeda          | 42 km stylem dowolnym   | 1:48:11.9 h | +1:05.9 min | 2.      | Lara Peyrot               |
| 7.  | 9 stycznia  | 2005 | Jizerská padesátka   | 50 km stylem klasycznym | 2:24:27.0 h | -           | 1.      | -                         |
| 8.  | 30 stycznia | 2005 | Marcialonga          | 70 km stylem klasycznym | 3:24:52.0 h | -           | 1.      | -                         |
| 9.  | 6 lutego    | 2005 | König-Ludwig-Lauf    | 55 km stylem klasycznym | 2:41:59.3 h | -           | 1.      | -                         |
| 10. | 26 lutego   | 2005 | American Birkebeiner | 52 km stylem dowolnym   | 2:15:30.7 h | +6:01.8 min | 2.      | Lara Peyrot               |
| 11. | 6 marca     | 2005 | Bieg Wazów           | 90 km stylem klasycznym | 4:24:09.0 h | +3:05 min   | 3.      | Sofia Lind                |
| 12. | 9 marca     | 2005 | Birkebeinerrennet    | 54 km stylem klasycznym | 3:10:59.0 h | -           | 1.      | -                         |
| 13. | 18 grudnia  | 2005 | La Sgambeda          | 42 km stylem dowolnym   | 1:48:00.4 h | -           | 1.      | -                         |
| 14. | 15 stycznia | 2006 | Jizerská padesátka   | 50 km stylem klasycznym | 2:32:39.0 h | -           | 1.      | -                         |
| 15. | 29 stycznia | 2006 | Marcialonga          | 70 km stylem klasycznym | 3:41:58.1 h | -           | 1.      | -                         |
| 16. | 5 lutego    | 2006 | König-Ludwig-Lauf    | 50 km stylem klasycznym | 2:36:55.5 h | +1.9 s      | 2.      | Ine Wigernæs              |
| 17. | 25 lutego   | 2006 | American Birkebeiner | 52 km stylem dowolnym   | 2:24:05.0 h | +8.0 s      | 3.      | Anna Santer               |
| 18. | 12 marca    | 2006 | Engadin Skimarathon  | 42 km stylem dowolnym   | 2:01:22.7 h | +3:28.3 min | 3.      | Natascia Leonardi Cortesi |
| 19. | 18 marca    | 2006 | Birkebeinerrennet    | 54 km stylem klasycznym | 3:08:10.0 h | +7:59 min   | 3.      | Hilde Pedersen            |